# 折田正樹
折田 正樹（おりた まさき、1942年7月29日 - 2022年12月14日）は、日本の外交官。駐英大使などを歴任した。退官後は中央大学法学部教授（担当は国際組織法）・ロースクール兼担教員（担当は国際交渉論）。日本国際フォーラム参与、政策委員。

## 来歴
- 1961年 - 東京都立日比谷高等学校を卒業し、東京大学入学[4]。
- 1965年 - 同大学法学部政治学科卒業後、外務省入省。同期に加藤良三。
- 1989年5月 - 宇野宗佑内閣総理大臣秘書官[4]。
  - 6月 - 海部俊樹内閣総理大臣秘書官[4]。
- 1994年 - 外務省条約局長[4]。
- 1995年 - 外務省北米局長[4]。
- 1997年 - 在デンマーク大使。
- 2001年 - 在イギリス大使[4]。
- 2004年 - 外務省退官[4]。
- 2007年 - 中央大学法学部教授[4]。
- 2011年4月 - 世界政経調査会 国際情勢研究所 所長
- 2013年3月 - 中央大学定年退職。
- 2017年11月 - 瑞宝重光章を受章。

## 同期
- 加藤良三（駐米大使・外務審議官・総合外交政策局長・アジア局長・プロ野球コミッショナー）
- 茂田宏（テロ対策担当大使・駐イスラエル大使）
- 津守滋（00年駐ミャンマー大使・98年駐クウェート大使）
- 田中克之（駐メキシコ大使・中南米局長）
- 木谷隆（駐ペルー大使）
- 小西正樹（駐マレーシア大使・国連大使）
- 佐藤裕美（駐コートジボワール大使）
- 佐々木高久（駐ナイジェリア大使）
- 朝海和夫（欧州連合大使・国際社会協力部長）
- 河村武和（欧州連合大使・儀典長）
- 内田富夫（00年駐スウェーデン大使・95年駐シリア大使）
- 松井啓（01年駐ナイジェリア大使・98年駐ブルガリア大使・93年初代駐カザフスタン大使）
- 竹中繁雄（03年査察担当大使・99年駐トルコ大使・97年法務省入国管理局長・93年駐バングラデシュ大使）